# Janine Jung
Janine Jung ist eine ehemalige deutsche Fußballspielerin.

## Karriere
Jung gehörte in der Saison 1999/2000 den Sportfreunden Siegen als Abwehrspielerin an und bestritt am 3. Oktober 1999 (5. Spieltag) beim 3:0-Sieg im Heimspiel gegen den FSV Frankfurt ihr einziges Bundesligaspiel, nachdem sie für Alexandra Alfes in der 75. Minute eingewechselt wurde. Zudem gehörte sie zur Startelf der Mannschaft, die am 6. Mai 2000 im Olympiastadion Berlin das Finale um den Vereinspokal erreichte. Die Begegnung vor 20.000 Zuschauern – als Vorspiel zum Männerfinale – wurde gegen den 1. FFC Frankfurt mit 1:2 verloren.

## Erfolge
- Dritter Deutsche Meisterschaft 2000
- DFB-Pokal-Finalist 2000